# Jean-Pierre Cyprien
Jean-Pierre Cyprien (Basse-Terre, 12 febbraio 1969) è un ex calciatore francese, di ruolo difensore.

## Carriera

Cyprien al Lecce nella stagione 1997-1998.

Dopo gli inizi con il CA Vitry, si mette in luce nel Le Havre, in cui milita dal 1986 al 1990. Passa poi al Saint-Étienne, dove rimane per altri quattro anni. Nel 1992-1993 si afferma come uno dei migliori difensori centrali della massima divisione francese, formando con Sylvain Kastendeuch una delle coppie di centrali più affidabili. Nella stagione seguente si conferma, stavolta al fianco di Laurent Blanc, malgrado l'annata più difficile della squadra. Le sue prestazioni gli fanno guadagnare anche la prima convocazione nella nazionale francese, per l'esordio di Aimé Jacquet, nominato CT dopo la clamorosa esclusione della Francia dal campionato del mondo 1994 a seguito della sconfitta interna contro la Bulgaria del novembre 1993. Cyprien debutta in nazionale il 16 febbraio 1994 allo Stadio San Paolo di Napoli nell'amichevole vinta contro l'Italia: resterà la sua unica presenza con la maglia della Francia. Tre giorni dopo si frattura il tendine d'Achille, infortunio che lo tiene lontano dai campi per molti mesi.
Nell'estate del 1994 è prelevato in prestito dal Torino, subisce un grave infortunio al ginocchio ed è costretto a saltare quasi tutta la stagione. Esordisce in Serie A il 28 maggio 1995 in Torino-Reggiana 4-0. Totalizza 2 presenze nella massima serie italiana, che non gli valgono la conferma. In estate si accasa al Rennes, dove è autore di una buona stagione prima di trasferirsi in Svizzera, al Neuchâtel Xamax.
Nell'estate del 1997 è acquistato dal Lecce, neopromosso in Serie A. L'annata nel Salento si conclude con la retrocessione in Serie B, ma Cyprien gioca da titolare una stagione soddisfacente dal punto di vista personale. Rimane in giallorosso anche per il successivo torneo, conclusosi con il ritorno in Serie A, nel 1999. La sua ultima presenza in Serie A resta quella in Lecce-Piacenza 1-3 del 16 maggio 1998.
Nel 1999 approda all'Olympique Marsiglia, dove ottiene anche 2 presenze in UEFA Champions League. Nel 2000-2001 è dapprima alla Salernitana, ma non scende mai in campo con i campani, e poi, da gennaio 2001, al Crotone.
Nel 2002 fa rientro in patria, al Fréjus, poi nel 2004 al Pau. Nel 2007-2008 chiude la carriera nelle file del Cagnes.

## Statistiche

### Presenze e reti nei club
| Stagione               | Squadra                | Campionato             | Campionato | Campionato | Coppe nazionali | Coppe nazionali | Coppe nazionali | Coppe continentali | Coppe continentali | Coppe continentali | Altre coppe | Altre coppe | Altre coppe | Totale | Totale |
| Stagione               | Squadra                | Comp                   | Pres       | Reti       | Comp            | Pres            | Reti            | Comp               | Pres               | Reti               | Comp        | Pres        | Reti        | Pres   | Reti   |
| ---------------------- | ---------------------- | ---------------------- | ---------- | ---------- | --------------- | --------------- | --------------- | ------------------ | ------------------ | ------------------ | ----------- | ----------- | ----------- | ------ | ------ |
| 1986-1987              | Le Havre               | D1                     | 1          | 0          | CF              | 0               | 0               | -                  | -                  | -                  | -           | -           | -           | 1      | 0      |
| 1987-1988              | Le Havre               | D1                     | 20         | 1          | CF              | 5               | 0               | -                  | -                  | -                  | -           | -           | -           | 25     | 1      |
| 1988-1989              | Le Havre               | D2                     | 32+1       | 3+0        | CF              | 0               | 0               | -                  | -                  | -                  | -           | -           | -           | 33     | 3      |
| 1989-1990              | Le Havre               | D2                     | 28         | 4          | CF              | 1               | 0               | -                  | -                  | -                  | -           | -           | -           | 29     | 4      |
| Totale Le Havre        | Totale Le Havre        | Totale Le Havre        | 82         | 8          |                 | 6               | 0               |                    | -                  | -                  |             | -           | -           | 88     | 8      |
| 1990-1991              | Saint-Étienne          | D1                     | 34         | 1          | CF              | 2               | 0               | -                  | -                  | -                  | -           | -           | -           | 36     | 1      |
| 1991-1992              | Saint-Étienne          | D1                     | 32         | 0          | CF              | 2               | 0               | -                  | -                  | -                  | -           | -           | -           | 34     | 0      |
| 1992-1993              | Saint-Étienne          | D1                     | 37         | 0          | CF              | 5               | 0               | -                  | -                  | -                  | -           | -           | -           | 42     | 0      |
| 1993-1994              | Saint-Étienne          | D1                     | 28         | 1          | CF              | 1               | 0               | -                  | -                  | -                  | -           | -           | -           | 29     | 1      |
| Totale Saint-Étienne   | Totale Saint-Étienne   | Totale Saint-Étienne   | 131        | 2          |                 | 10              | 0               |                    | -                  | -                  |             | -           | -           | 141    | 2      |
| 1994-1995              | Torino                 | A                      | 2          | 0          | CI              | 0               | 0               | -                  | -                  | -                  | -           | -           | -           | 2      | 0      |
| 1995-1996              | Rennes                 | D1                     | 32         | 3          | CF+CDLL         | 1+2             | 0+0             | -                  | -                  | -                  | -           | -           | -           | 36     | 3      |
| 1996-1997              | Neuchâtel Xamax        | LNA                    | 17         | 1          | CS              | 0               | 0               | UEFA               | 6                  | 1                  | -           | -           | -           | 23     | 2      |
| lug.-ago. 1997         | Neuchâtel Xamax        | LNA                    | 7          | 0          | CS              | 0               | 0               | UEFA               | 3                  | 0                  | -           | -           | -           | 10     | 0      |
| Totale Neuchâtel Xamax | Totale Neuchâtel Xamax | Totale Neuchâtel Xamax | 24         | 1          |                 | 0               | 0               |                    | 9                  | 1                  |             | -           | -           | 33     | 2      |
| ago. 1997-1998         | Lecce                  | A                      | 31         | 1          | CI              | 5               | 0               | -                  | -                  | -                  | -           | -           | -           | 36     | 1      |
| 1998-1999              | Lecce                  | B                      | 27         | 1          | CI              | 2               | 0               | -                  | -                  | -                  | -           | -           | -           | 29     | 1      |
| Totale Lecce           | Totale Lecce           | Totale Lecce           | 58         | 2          |                 | 7               | 0               |                    | -                  | -                  |             | -           | -           | 65     | 2      |
| 1999-gen. 2000         | Salernitana            | B                      | 0          | 0          | CI              | 0               | 0               | -                  | -                  | -                  | -           | -           | -           | 0      | 0      |
| gen.-giu. 2000         | Olympique Marsiglia    | D1                     | 7          | 0          | CF+CDLL         | 1+1             | 0+0             | UCL                | 2                  | 0                  | -           | -           | -           | 11     | 0      |
| lug.-ago. 2000         | Salernitana            | B                      | 0          | 0          | CI              | 2               | 0               | -                  | -                  | -                  | -           | -           | -           | 2      | 0      |
| ago. 2000-2001         | Crotone                | B                      | 20         | 2          | CI              | 0               | 0               | -                  | -                  | -                  | -           | -           | -           | 20     | 2      |
| 2002-2003              | Fréjus                 | CN2                    | 16         | 0          | CF              | ?               | ?               | -                  | -                  | -                  | -           | -           | -           | 16+    | 0+     |
| 2004-2005              | Pau                    | CN                     | ?          | ?          | CF              | ?               | ?               | -                  | -                  | -                  | -           | -           | -           | ?      | ?      |
| 2007-2008              | Cagnes                 | CR                     | ?          | ?          | CF              | ?               | ?               | -                  | -                  | -                  | -           | -           | -           | ?      | ?      |
| Totale carriera        | Totale carriera        | Totale carriera        | 372+       | 18+        |                 | 30+             | 0+              |                    | 11                 | 1                  |             | -           | -           | 413+   | 19+    |

### Cronologia presenze e reti in Nazionale
| Cronologia completa delle presenze e delle reti in nazionale ― Francia | Cronologia completa delle presenze e delle reti in nazionale ― Francia | Cronologia completa delle presenze e delle reti in nazionale ― Francia | Cronologia completa delle presenze e delle reti in nazionale ― Francia | Cronologia completa delle presenze e delle reti in nazionale ― Francia | Cronologia completa delle presenze e delle reti in nazionale ― Francia | Cronologia completa delle presenze e delle reti in nazionale ― Francia | Cronologia completa delle presenze e delle reti in nazionale ― Francia |
| Data                                                                   | Città                                                                  | In casa                                                                | Risultato                                                              | Ospiti                                                                 | Competizione                                                           | Reti                                                                   | Note                                                                   |
| ---------------------------------------------------------------------- | ---------------------------------------------------------------------- | ---------------------------------------------------------------------- | ---------------------------------------------------------------------- | ---------------------------------------------------------------------- | ---------------------------------------------------------------------- | ---------------------------------------------------------------------- | ---------------------------------------------------------------------- |
| 16-2-1994                                                              | Napoli                                                                 | Italia                                                                 | 0 – 1                                                                  | Francia                                                                | Amichevole                                                             | -                                                                      | 73’                                                                    |
| Totale                                                                 |                                                                        | Presenze                                                               | 1                                                                      |                                                                        | Reti                                                                   | 0                                                                      |                                                                        |